# Memurubu
Memurubu è un rifugio alpino sulle rive del lago Gjende, in Norvegia. Il rifugio si trova a 1 008 metri d'altezza, nella catena montuosa del Jotunheimen, nel comune di Lom (contea di Innlandet).

## Storia
Memurubu era originariamente un alpeggio, costruito nel 1872, sebbene ospitasse turisti allo stesso tempo. Il rifugio è stato il quarto costruito dal DNT (il club alpino norvegese) dopo quelli di Krokan (1868), Tyinhytten (1870) e Gjendebu (1872); il DNT non gestisce più la struttura, ma è di proprietà privata; i soci DNT tuttavia possono beneficiare di diversi sconti.
La struttura fu distrutta da un incendio ma fu ricostruito nel 1998.

## Caratteristiche e informazioni

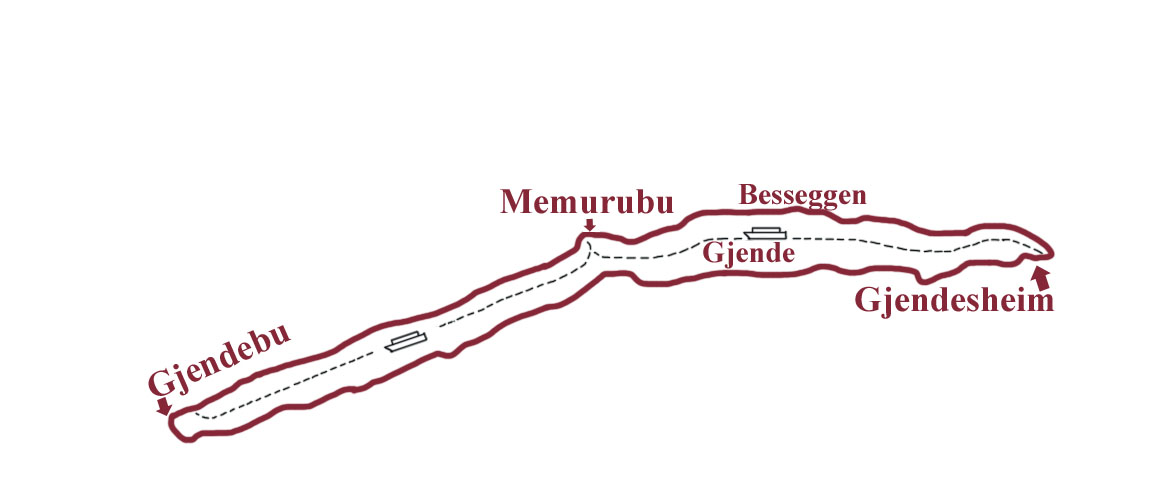
Uno schema del lago Gjende con la localizzazione dei rifugi Gjendebu, Gjendesheim e Memurubu.

Il rifugio sorge sul lago Gjende, nei pressi della foce del fiume Muru, al termine della valle Memurudalen, a metà strada tra i rifugi Gjendesheim e Gjendebu, entrambi gestiti dal DNT.
La struttura è dotata di 150 posti letto, per la maggior parte in camere doppie o quadruple, tutte fornite di docce e servizi igienici. L'elettricità è fornita da un generatore idroelettrico.
Nei dintorni della struttura ci sono ancora pascoli per mucche.
D'estate il rifugio è raggiungibile tramite sentieri segnati oppure con barca sul lago Gjende partendo dal rifugio Gjendesheim, quest'ultimo raggiungibile in auto o autobus.
D'inverno il rifugio è raggiungibile per mezzo di sci: dal Gjendesheim sul lago Gjende ghiacciato, oppure tramite piste di fondo.

## Escursioni
Memurubu è uno dei punti di partenza per le escursioni alle vette del gruppo del Besseggen, tra cui il Surtningssue (2 368 m) e il Besshøe (2 258 m), passando per la valle Memurudalen. Un sentiero che punta a ovest, inoltre, passa per la vetta Bukkelægret e termina al rifugio Gjendebu, all'estremità occidentale del lago Gjende.
Inoltre è possibile camminare lungo la riva settentrionale del lago Gjende fino a Gjendesheim, raggiungibile in 3,5-4 ore.
La zona è rinomata anche per la pesca. I luoghi più comuni per la pesca sono Gjende e Memurutunga, quest'ultima è a circa 1,5 ore da Memurubu in direzione del Bukkelægret.

## Galleria d'immagini

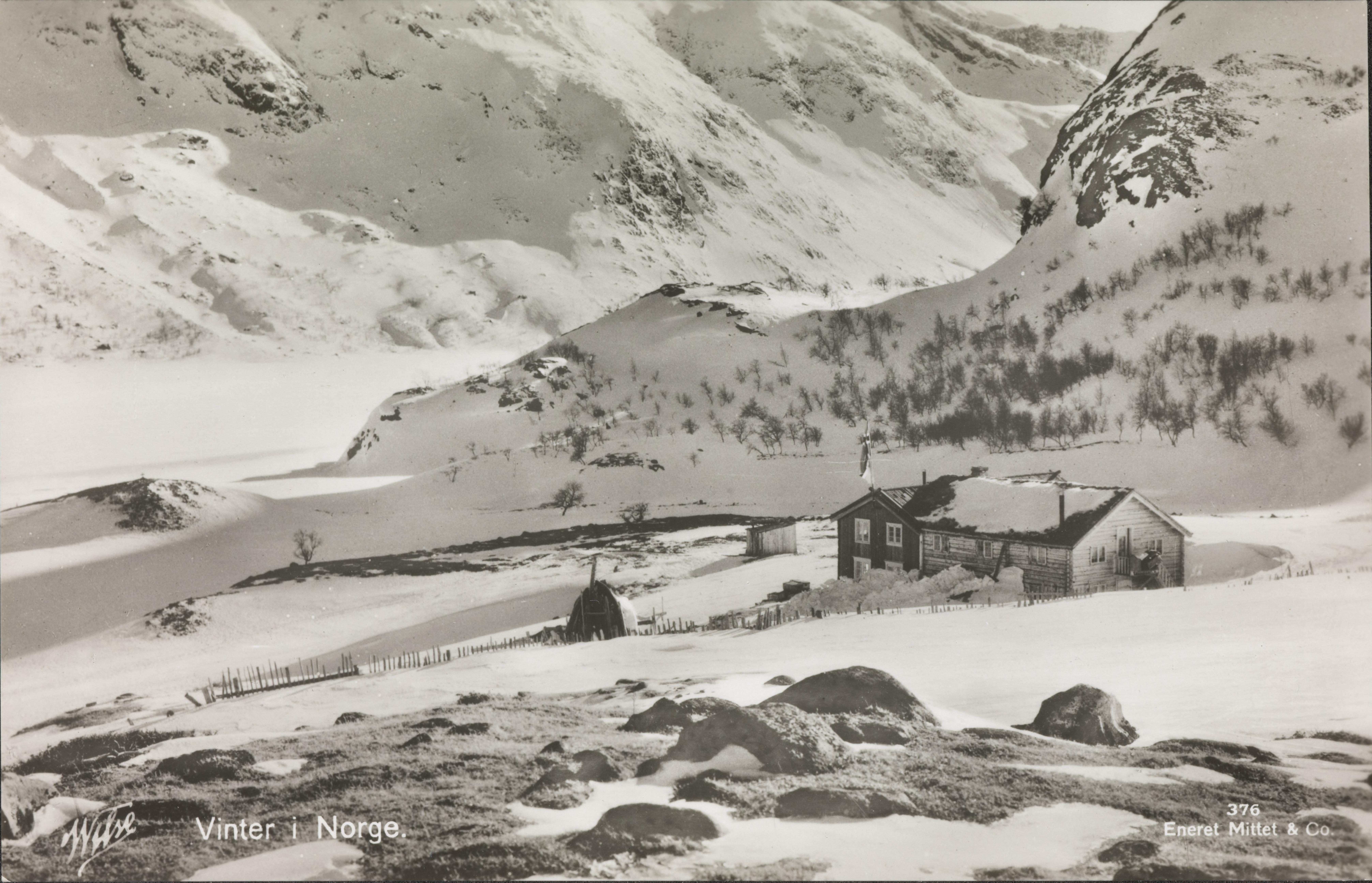
Una vista invernale del rifugio in una cartolina d'epoca.
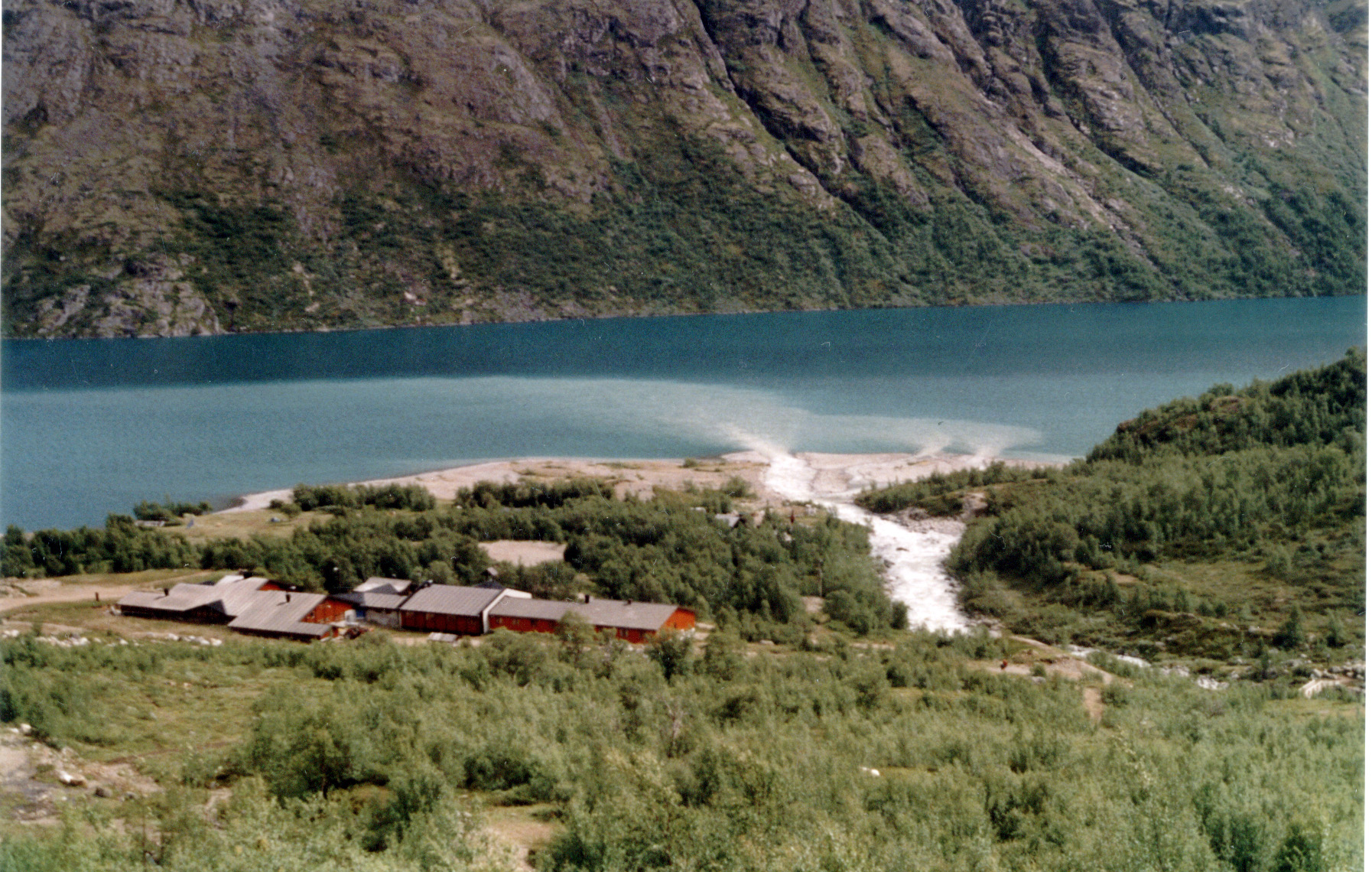
Memurubu e il lago Gjende.
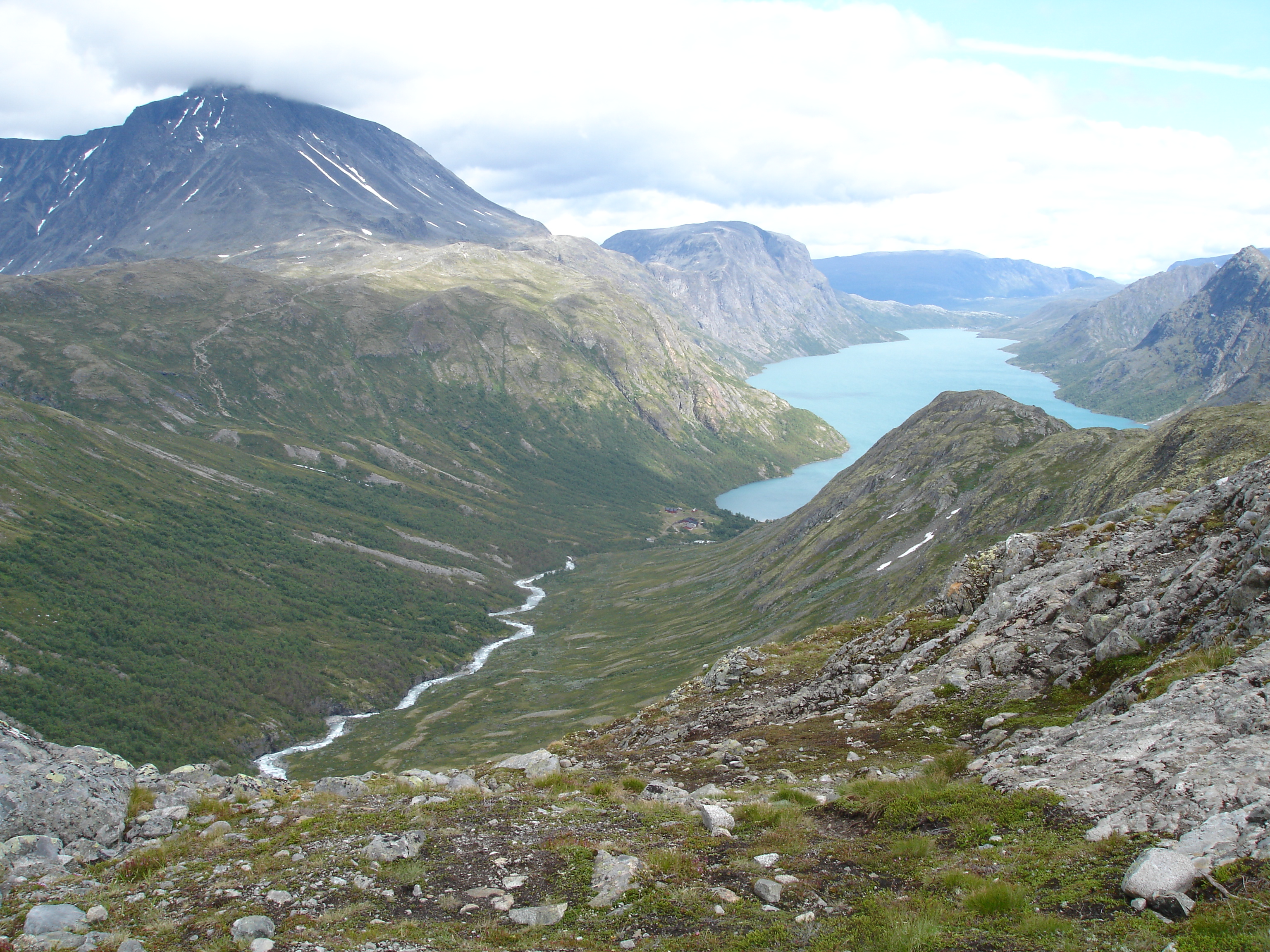
Memurubu (al centro della foto) visto dal sentiero che collega il rifugio con Gjendebu.
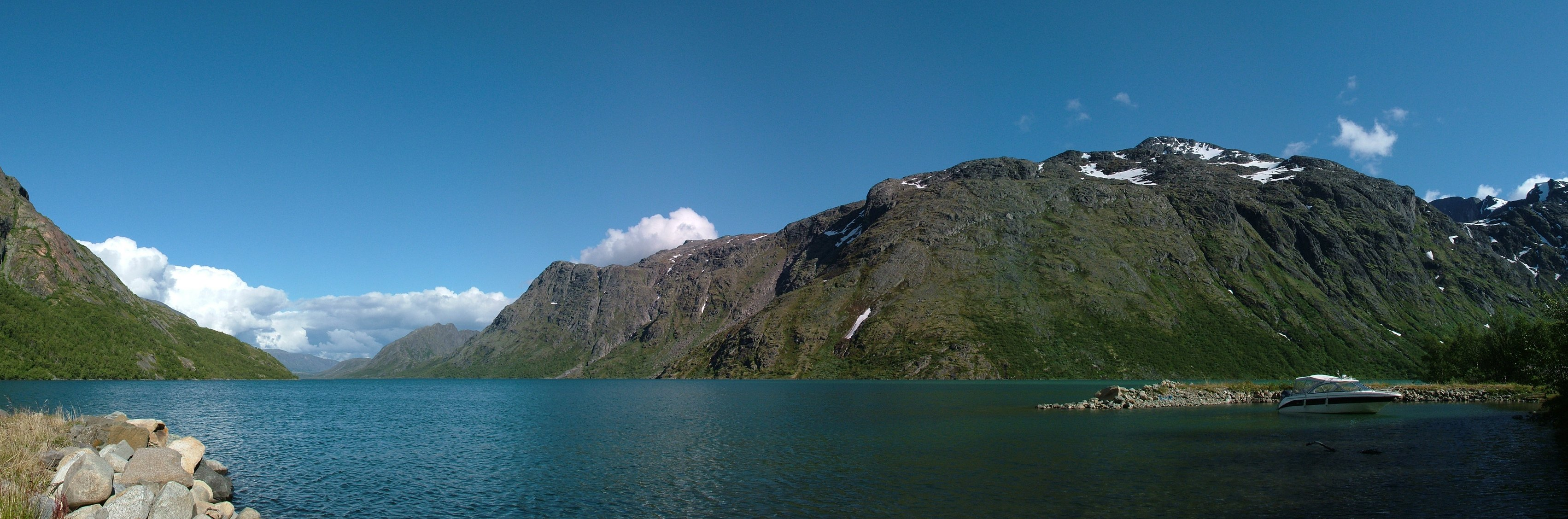
Un panorama del lago Gjende fotografato da Memurubu.